# Waldbröl
Waldbröl is een stad en gemeente in de Duitse deelstaat Noordrijn-Westfalen, gelegen in het Oberbergischer Kreis. De gemeente telt 19.599 inwoners (31 december 2020) op een oppervlakte van 63,32 km².

## Geboren
- Jan Schlaudraff (18 juli 1983), voetballer

## Afbeeldingen

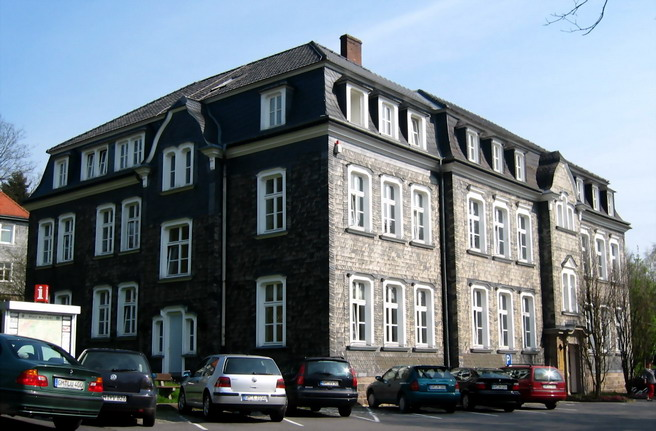
Gemeentehuis
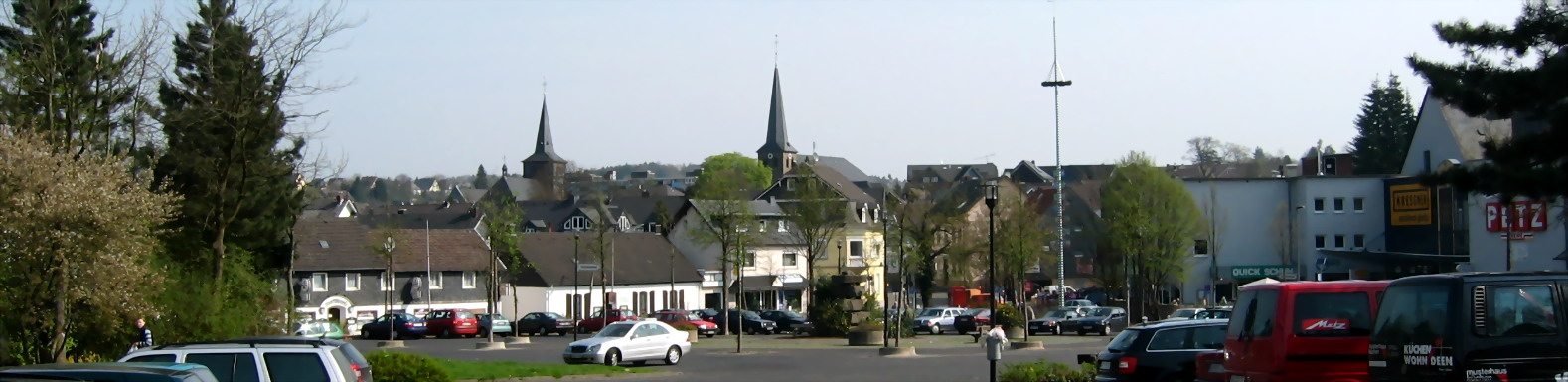
Gezicht vanaf de Marktplatz

Bergneustadt · Engelskirchen · Gummersbach · Hückeswagen · Lindlar · Marienheide · Morsbach · Nümbrecht · Radevormwald · Reichshof · Waldbröl · Wiehl · Wipperfürth